# Aethecerinus hornii
Aethecerinus hornii là một loài bọ cánh cứng trong họ Cerambycidae.